# Campionati italiani di duathlon del 2021
I Campionati italiani di duathlon del 2021 sono stati organizzati dalla Flipper Triathlon AP, in collaborazione con la Federazione Italiana Triathlon e si sono tenuti a Pesaro il 23 maggio 2021. 
Tra gli uomini ha vinto Domenico Passuello (Tritaly ASD), mentre la gara femminile è andata a Marta Bernardi (Tri Evolution).

## Risultati

### Élite uomini
| Pos. | Atleta              | Società sportiva      | Corsa   | Bici    | Corsa   | Totale  |
| ---- | ------------------- | --------------------- | ------- | ------- | ------- | ------- |
|      | Domenico Passuello  | Tritaly Asd           | 0.31.04 | 0.59.12 | 0.16.14 | 1.47.55 |
|      | Matteo Fontana      | CUS Pro Patria Milano | 0.31.05 | 0.57.55 | 0.17.45 | 1.48.08 |
|      | Marco Rinaldi       | CUS Parma             | 0.30.54 | 1.01.41 | 0.17.04 | 1.50.49 |
| 4    | Tommaso Paoletti    | CUS Pro Patria Milano | 0.31.04 | 1.01.55 | 0.16.51 | 1.51.03 |
| 5    | Bruno Pasqualini    | A.s.d. Torino Triath  | 0.31.57 | 1.00.18 | 0.17.34 | 1.51.16 |
| 6    | Emanuele Faraco     | Terra Dello Sport     | 0.31.01 | 1.02.44 | 0.17.36 | 1.52.34 |
| 7    | Marco Corti         | Zerotrenta Triathlon  | 0.31.34 | 1.02.09 | 0.18.22 | 1.53.28 |
| 8    | Pietro Foppolo      | Raschiani Triathlon   | 0.31.42 | 1.02.56 | 0.18.10 | 1.54.04 |
| 9    | Ivan Cappelli       | Valdigne Triathlon    | 0.31.01 | 1.05.33 | 0.16.51 | 1.54.34 |
| 10   | Huber Rossi         | Venus Triathlon       | 0.31.34 | 1.04.44 | 0.17.49 | 1.55.18 |
| 11   | Emanuele Grenti     | CUS Parma             | 0.31.50 | 1.04.48 | 0.17.45 | 1.55.40 |
| 12   | Nicolo' Fontana     | Valdigne Triathlon    | 0.31.11 | 1.06.02 | 0.17.27 | 1.55.45 |
| 13   | Manuel Bortolas     | Granbike Triathlon    | 0.32.28 | 1.03.23 | 0.17.57 | 1.55.57 |
| 14   | Filippo Fusaro      | A.s.d. Foligno Triat  | 0.32.05 | 1.04.32 | 0.17.52 | 1.55.59 |
| 15   | Riccardo Ridolfi    | T.d. Rimini           | 0.32.27 | 1.04.43 | 0.17.43 | 1.56.24 |
| 16   | Stefano Valente     | Venus Triathlon       | 0.31.31 | 1.05.43 | 0.17.56 | 1.56.27 |
| 17   | Denis Besquet Baima | Filmar Triathlon      | 0.31.34 | 1.05.45 | 0.18.03 | 1.56.41 |
| 18   | Davide Viale        | A.s.d. Torino Triath  | 0.32.23 | 1.05.32 | 0.18.24 | 1.57.47 |
| 19   | Leonardo Carletti   | Leone                 | 0.32.55 | 1.04.57 | 0.19.01 | 1.58.12 |
| 20   | Luca Bertaccini     | Team Ladispoli Triat  | 0.34.05 | 1.03.44 | 0.19.19 | 1.58.26 |

### Élite donne
| Pos. | Atleta                | Società sportiva      | Corsa   | Bici    | Corsa   | Totale  |
| ---- | --------------------- | --------------------- | ------- | ------- | ------- | ------- |
|      | Marta Bernardi        | Tri Evolution         | 0.34.31 | 1.09.58 | 0.20.09 | 2.05.56 |
|      | Giorgia Priarone      | 707                   | 0.34.30 | 1.12.51 | 0.19.22 | 2.07.54 |
|      | Asia Mercatelli       | Raschiani Triathlon   | 0.34.31 | 1.13.52 | 0.19.14 | 2.08.48 |
| 4    | Marta Menditto        | Sai Frecce Bianche    | 0.35.39 | 1.12.40 | 0.19.48 | 2.09.20 |
| 5    | Sara Sandrini         | Venus Triathlon       | 0.35.33 | 1.13.36 | 0.19.23 | 2.09.46 |
| 6    | Nicoletta Santonocito | Magma Team            | 0.35.38 | 1.14.04 | 0.19.56 | 2.10.58 |
| 7    | Sara Savoia           | T'n't Ssd             |         |         | 2.11.10 | 2.11.10 |
| 8    | Giorgia Bandini       | Cesena Triathlon      | 0.37.13 | 1.14.14 | 0.21.06 | 2.14.18 |
| 9    | Sara Speroni          | Valdigne Triathlon    | 0.36.59 | 1.15.48 | 0.20.01 | 2.14.29 |
| 10   | Cristina Sironi       | CUS Pro Patria Milano | 0.37.08 | 1.13.42 | 0.22.47 | 2.15.21 |
| 11   | Maria Casciotti       | Cesena Triathlon      | 0.37.17 | 1.17.39 | 0.19.47 | 2.16.20 |
| 12   | Paola Garinei         | Triathlon Trasimeno   | 0.37.30 | 1.16.43 | 0.20.52 | 2.17.03 |
| 13   | Barbara Regaiolli     | Woman Triathlon       | 0.37.52 | 1.16.49 | 0.20.58 | 2.17.52 |
| 14   | Alessia Roggiero      | CUS Pro Patria Milano | 0.39.33 | 1.14.59 | 0.22.48 | 2.18.43 |
| 15   | Martina Garbarino     | A.s. Virtus           | 0.38.47 | 1.17.54 | 0.21.07 | 2.19.09 |
| 16   | Cristina Mercuri      | A.s.d. Foligno Triat  | 0.38.46 | 1.17.34 | 0.21.11 | 2.19.22 |
| 17   | Ilaria Zavanone       | Woman Triathlon       | 0.39.05 | 1.15.29 | 0.22.47 | 2.19.30 |
| 18   | Chiara Costamagna     | Valdigne Triathlon    | 0.39.51 | 1.16.36 | 0.21.39 | 2.19.42 |
| 19   | Tiziana Squizzato     | Pprteam               | 0.39.32 | 1.15.57 | 0.21.29 | 2.19.52 |
| 20   | Gloria Cisotto        | Triathlon Cremona St  | 0.40.41 | 1.16.21 | 0.21.33 | 2.20.08 |